# Operation Toral
Operation Toral ist der Codename für die britische Präsenz in Afghanistan nach 2014 im Rahmen der Resolute Support Mission der NATO. Die Hauptaufgaben der britischen Streitkräfte sind die Ausbildung und Betreuung der afghanischen Streitkräfte sowie der Schutz von NATO-Beratern durch die Kabul Security Force / Kabul Protection Unit. Im August 2018 entsendete die britische Regierung, nach einem Antrag von Präsident Donald Trump, weitere 440 britische Truppen nach Afghanistan. Insgesamt waren zu diesem Zeitpunkt 1.100 britische Soldaten in Afghanistan.

## Hintergrund
Die Operation Herrick war der Codename, unter dem alle britischen Operationen im Krieg in Afghanistan von 2002 bis zum Ende der Kampfhandlungen im Jahr 2014 durchgeführt wurden. Die Mission war der britische Beitrag zur International Security Assistance Force (ISAF) und die Unterstützung für die Operation Enduring Freedom (OEF), die von den Amerikanern geleitet wurde.
Das Vereinigte Königreich stellte alle Kampfhandlungen in Afghanistan ein und zog am 27. Oktober 2014 die letzte seiner Kampftruppen ab. Zwischen 2001 und dem 24. Juli 2015 sind insgesamt 454 britische Militärangehörige bei Operationen in Afghanistan gestorben.

## Vorfälle

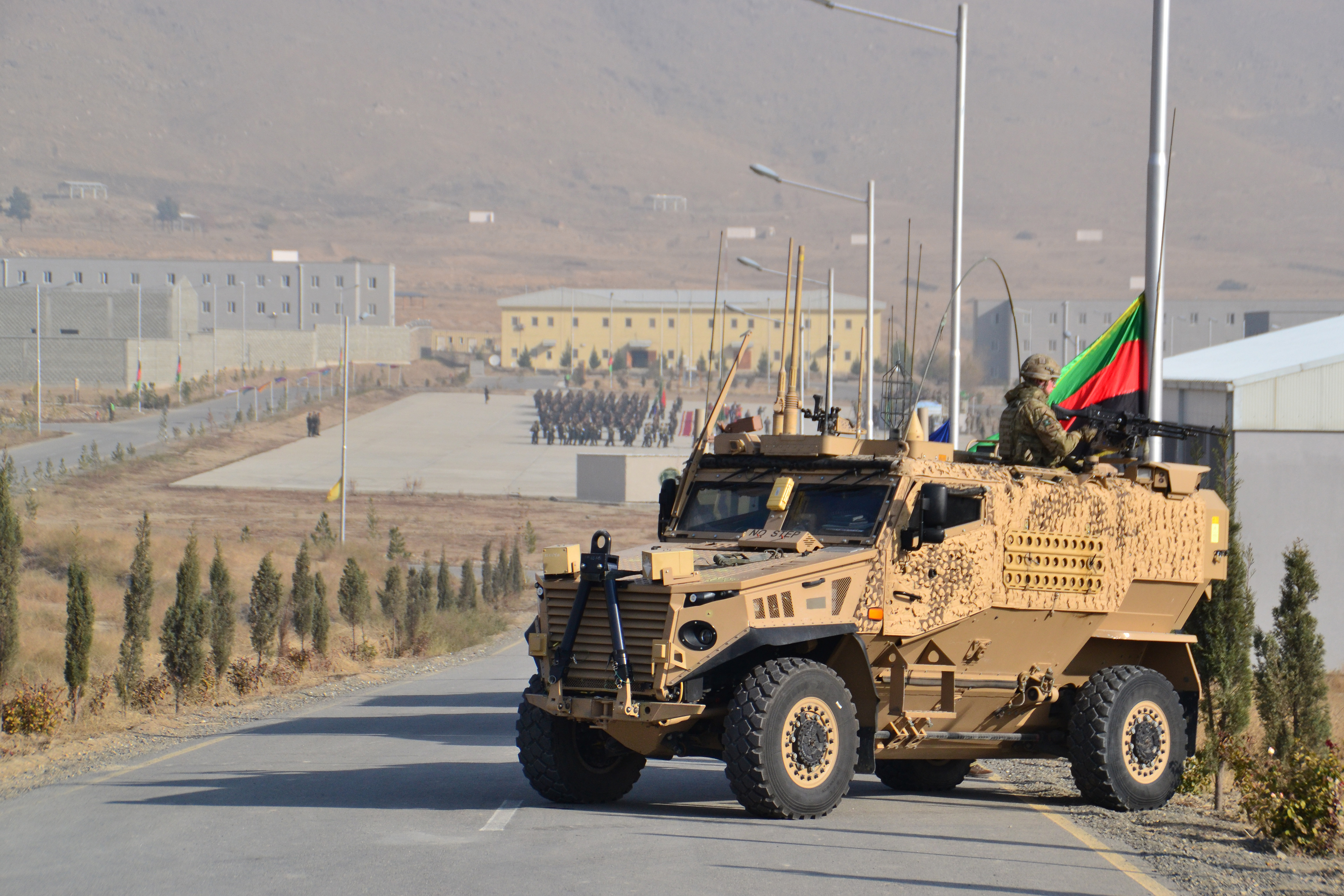
Britische Soldaten in einem Foxhound Panzerwagen sichern eine Abschlusszeremonie.

Die Air Force Times berichtete, dass am 11. Oktober 2015 ein RAF Puma MK2-Hubschrauber mit 9 Besatzungsmitgliedern und Passagieren bei der Landung im NATO-Hauptquartier der Resolute Support Mission in Kabul abstürzte, nachdem er mit einer Leine kollidiert war. 5 Besatzungsmitglieder wurden getötet und 5 weitere verletzt.
Am 11. Oktober 2015 wurde ein britischer Konvoi in Kabul von einem Sprengsatz getroffen der mindestens 7 Zivilisten verletzte. Die Taliban behaupteten, der Angriff sei eine Vergeltung für Luftangriffe in Kundus gewesen, bei denen Zivilisten und Ärzte getötet worden waren. Dies war das erste Mal, seit sich britische Streitkräfte 2014 aus Afghanistan zurückgezogen hatten, dass britische Truppen in Kabul angegriffen wurden. Beamte sagten, es handelte sich um einen Selbstmordanschlag.
Während des Angriffs der Taliban auf das Inter-Continental Hotel in Kabul am 20. Januar 2018 halfen Mitglieder des 2. Bataillons des Yorkshire Regiments, unterstützt von Mitgliedern der australischen Armee und der Oklahoma National Guard, 43 internationale Zivilisten aus dem Hotel zu evakuieren.